# Repase
Repase je rozebrání nějakého zařízení, stroje a podobně, jeho prohlídka a renovace a opětovné sestavení do provozuschopného stavu. Repase se mnohdy provádí například v rámci ukončení zkušebního provozu anebo u zařízení, které fyzicky nebo morálně dožívá (často ji lze ztotožnit s generální opravou či rekonstrukcí). V rámci repase mohou být některé součásti nahrazeny novými, popřípadě očištěny, prohlédnuty, opraveny, zbroušeny, natřeny či jinak ošetřeny. Pro některé rutinní typy repasí existují i speciální repasní sady nářadí a náhradních dílů.
Repasovaná zařízení a objekty bývají často levnější než nové, mnohdy se repase provádějí také kvůli uchování historické hodnoty a funkčnosti dožívajícího zařízení či objektu, popřípadě zároveň k jejich modernizaci.

## Původ repasovaných výrobků
Každý vyrobený produkt, zařízení nebo mechanický systém může být repasovaný. Repasované zboží pochází buď z odpadu anebo z tržního cyklu. Výrobky, které spadají do kategorie odpadu, jsou produkty, které už nadále nejsou užitečné. Patří k nim auta, která byla poničena při autonehodě a jsou poslána do demoličního zařízení, nebo nefunkční ledničky, které jsou prodány třetí straně na využití odpadu. Výrobky z druhé kategorie, tržního cyklu, jsou produkty, které jsou stále užitečné, ale jejich majitelé už je nadále nepotřebují. Například výpočetní technika je po repasování plně funkční a stále dostatečně výkonná. Pochází obvykle z větších firem, které mají stroje na leasing a pravidelně obměňují starší techniku za novější.

## Specifika repasované techniky
Ve Velké Británii má repasování dlouhou tradici v několika průmyslových sektorech. Ve většině případů produkují odolné (většinou kovové) výrobky. Vlastnosti tohoto materiálu umožňují repasování výrobků do stavu, kdy jsou jako nové. Repasované výrobky bývají často levnější než nové a v mnoha případech také kvalitnější než nízkonákladové zboží, a to díky původnímu zaměření na firemní sektor, kde jsou kladeny vysoké požadavky na kvalitu a celodenní provoz bez výpadků. Repasované jednotky jsou považovány za ekonomičtější a šetrnější k životnímu prostředí než nové výrobky. Repasování šetří desítky milionů tun produkovaného materiálu na celém světě.

## Jaké produkty se repasují
Nejčastěji se repasují počítače, notebooky, tiskárny, ale i lanovky a výtahy, případně se tento pojem používá u opravy oken, dveří, krbů či schodišť.
Repasují se také motory. Repasovaný motor poskytne generátoru druhý život a umožní mu, aby i nadále vytvářel příjem. I tady se uvádí jako jedna z výhod levnější cena, repasovaný motor může stát až o polovinu méně než nový. Repasovat se mohou také baterie. Repasované zboží se otestuje, vyčistí, případně naformátuje a následně dodává na trh s vlastními službami, servisem a garancemi.